# Sven O. Kullander
Sven Oscar Kullander (né en 1952 à Sollefteå) est un ichtyologiste suédois.
Il est conservateur chargé des collections d’ichtyologie et d’herpétologie du Muséum suédois d'histoire naturelle. Il étudie en particulier les poissons d'eau douce des Tropiques et, en particulier, les Cichlidae. Collaborateur de FishBase, il s’intéresse également à la protection des poissons d’eau douce de Suède.

## Espèces dédiées
- Apistogramma kullanderi Varella & Sabaj Pérez, 2014[1] - un Cichlidae
- Astyanax kullanderi Costa, 1995[2] - un Characidae

## Publications
- (en) Sven O. Kullander et Han Nijssen, The Cichlids of Surinam: Teleostei, Labroidei, Brill, 1997